# Yoshirō Satō
Yoshirō Satō oder Yoshiaki Satō (jap. 佐藤 芳朗, Satō Yoshirō/Yoshiaki; * um 1930) ist ein japanischer Badmintonspieler.

## Karriere
Yoshirō Satō gewann bei den nationalen japanischen Titelkämpfen 1953 den Titel im Herrendoppel. 1956 und 1958 siegte er dort im Herreneinzel. Für sein Land startete er 1955 und 1958 als Nationalspieler im Thomas Cup. 1964 wurde er ebenfalls für den Cup nominiert, aber nicht eingesetzt.

## Sportliche Erfolge
| Saison | Veranstaltung                | Disziplin    | Platz | Name                            |
| ------ | ---------------------------- | ------------ | ----- | ------------------------------- |
| 1953   | Japan: Einzelmeisterschaften | Herrendoppel | 1     | Yoshirō Satō / Shigeru Yamasaki |
| 1956   | Japan: Einzelmeisterschaften | Herreneinzel | 1     | Yoshirō Satō                    |
| 1958   | Japan: Einzelmeisterschaften | Herreneinzel | 1     | Yoshirō Satō                    |